# Латур-Мобур, Виктор Николя
Маркиз (с 1817) Мари Виктор Николя де Латур-Мобур де Фэ (фр. Marie Victor Nicolas La Tour-Maubourg de Fay; 22 мая 1768, Ла-Мотт-де-Галор, департамент Дром — 11 ноября 1850, Даммари-ле-Ли, департамент Сена и Марна) — французский кавалерийский военачальник периода Наполеоновских войн, дивизионный генерал (1807).  Активный участник Бородинского сражения. Успешно продолжал свою карьеру и после падения Наполеоновской империи. 
Трижды был вынужден эмигрировать из Франции (в 1792—1799; 1815 (в период Ста дней); 1830—1848 годах), три раза был тяжело ранен и потерял ногу, несколько раз объявлялся вне закона, один раз попадал в плен. Голосовал за смертный приговор маршалу Нею, своему многолетнему боевому соратнику, в связи с чем многие годы был весьма непопулярен во Франции.
За свою службу последовательно получил титулы барона империи (1808), графа империи (1814; оба от Наполеона), и, наконец,  маркиза (1817; от Людовика XVIII). Французский посол в Англии (1819), военный министр Франции (1819—1821).

## Военная служба до знакомства с генералом Бонапартом
Выходец из аристократической семьи.
Служба в армии для молодого дворянина началась 15 июля 1782 года, когда его определили в лейтенанты Бойольского пехотного полка. 24 марта 1784 года он был переведён в Орлеанский кавалерийский полк. С 25 сентября 1785-го — в новом чине капитана служил в полку Дофина. 6 марта 1789 года был направлен в королевскую гвардию с чином младшего лейтенанта гвардии, что соответствовало рангу армейского подполковника. С 25 июля 1791 года — подполковник 3-го конно-егерского полка. Некоторое время состоял адъютантом генерала Лафайета. 5 февраля 1792 года произведён в полковники, а затем командовал авангардом Лафайета. 18 августа 1792, спасаясь от революционного террора, бежал из Франции, но был взят в плен австрийцами. Спустя 2 дня после его побега Латур-Мобура включили в проскрипционные списки. В конце сентября 1792 года был освобождён из плена, жил в Голландии, а затем на севере Франции. В конце октября 1799 года как эмигрант арестовывался в Брюсселе, но скоро был освобождён. 

## Встреча с Бонапартом и служба под его руководством (до 1804 года)
12 января 1800 года полковник Латур-Мобур был направлен в Египет с посланием к командующему французской экспедиционной армией генералу Клеберу. Участвовал в битве при Абукире и в сражении при Каире. С 22 марта 1800 года — командир бригады (полковник) и адъютант Клебера в Восточной армии, c 22 июля — временно исполнял обязанности командира 22-го конно-егерского полка. Отличился в сражении при Александрии 13 марта 1801 года, где был тяжело ранен в голову осколком разорвавшегося снаряда. Долго лечился от раны.
После возвращения во Францию утверждён 30 июля 1802 года в должности командира 22-го конно-егерского полка.

## Служба в Великой армии (до Русского похода 1812 года)
В 1805 году вместе с полком участвовал в Австрийской кампании в составе бригады Мийо. Отличился в битве при Аустерлице и 24 декабря 1805 года был произведён в бригадные генералы. 3 октября 1806 года возглавил 3-ю бригаду 3-й драгунской дивизии. Участвовал в Прусской кампании.
С 31 декабря 1806 года в связи с назначением Лассаля командиром дивизии легкой кавалерии принял командование его знаменитой «Адской бригадой» (фр. Brigade Infernale). 3 февраля сражался при Бергфриде, 5 февраля ранен пулей в левую руку при Деппене. 14 мая 1807 года произведён в дивизионные генералы, и получил под своё начало 1-ю драгунскую дивизию у принца Мюрата. Отличился в сражении при Гейльсберге, был тяжело ранен в сражении при Фридланде (14 июня 1807 года). 14 октября 1807 года отбыл на лечение во Францию.
5 августа 1808 года вернулся в свою дивизию и в ноябре того же года во главе её отправился в Испанию, дабы принять участие в испанской кампании Наполеона. Участвовал в следующих делах этой кампании: бой при Медельине, бой при Талавере, бой при Оканье, бой при Бадахосе, бой при Геборе, бой при Альбуэре, бой при Кампомайоре. С 1809 года возглавлял резервную кавалерию Армии Испании. В мае 1811 года временно сменил маршала Мортье на посту командира 5-го корпуса Армии Испании. Одержал победу в бою при Элвасе 23 июня 1811 года. С июля командир кавалерийской дивизии в Андалусии у маршала Сульта. 5 ноября 1811-го возглавил всю резервную кавалерию Андалусии. 9 января 1812 года Латур-Мобур был назначен командиром 3-го корпуса резервной кавалерии, но через 3 недели был заменен генералом Э. Груши. С 7 февраля 1812-го командовал 2-й кавалерийской дивизией, а с 24 марта — 4-м кавалерийским корпусом.

## Участие в Русском походе 1812 года
В должности командира 4-го кавкорпуса дивизионный генерал Латур-Мобур принял участие в Русской кампании 1812 года. На момент начала кампании в составе его корпуса находилось 8000 чел. 30 июня 1812 года его корпус перешел на русский берег Немана у Гродно. Латур-Мобур, командуя кавалерийским авангардом Наполеона, одним из первых генералов Великой Армии столкнулся в этой кампании с противником. Его части столкнулись с казаками в бою при местечке Мир и бою при Романове. До начала августа 1812 года Латур-Мобур преследовал Багратиона, дабы не позволить его армии соединиться с армией Барклая-де-Толли. Осуществлял в это время кавалерийские рейды вглубь русской территории и дошел до Бобруйска. В середине Бородинского сражения вместе с кавалерией Э. Груши вступил в ожесточенный бой с русскими кавалерийскими корпусами Ф. К. Корфа и К. А. Крейца в районе Горецкого оврага (позади Курганной высоты). Как пишет профессор Н. А. Троицкий, ссылаясь на воспоминания М. Б. Барклая-де-Толли, здесь 

началась ожесточенная кавалерийская сеча, в которой обе стороны «попеременно опрокидывали друг друга». Французы потеряли здесь ранеными Э. Груши и Латур-Мобура, но не смогли взять верх над русскими.
 Автор «Бородинской Панорамы», русский художник Ф. А. Рубо запечатлел Латур-Мобура на своем знаменитом полотне рядом с маршалом Мюратом, вице-королём Италии Е. Богарне и генералом Лоржем (Фрагмент № VI).

## Служба в 1813—1815 годах
15 февраля 1813 года возглавил 1-й кавалерийский корпус Великой Армии. Участвовал в следующих делах Саксонской кампании 1813: сражение при Бауцене, сражение при Рейхенбахе, сражение при Гольдберге, сражение при Вахау. Прославился своими действиями в сражении при Дрездене. Во время «битвы народов» под Лейпцигом был тяжело ранен и потерял ногу. После отречения Наполеона стал пэром Франции (4 июня 1814) и членом Комитета обороны (18 декабря 1814). После возвращения Наполеона (Сто дней) Латур-Мобуру 12 марта 1815 года было поручено формирование роялистских волонтёров в Венсене. При приближении Наполеона покинул Францию и уехал в Гент к Людовику XVIII.

## Судьба в дни 2-й Реставрации Бурбонов
При 2-й Реставрации был осыпан королевскими милостями, хотя по состоянию здоровья и не мог занимать высокие посты в армии. Тем не менее, его влияние при дворе было очень велико. Голосовал за смертный приговор маршалу Нею. 23 апреля 1817 года был введён в Административный совет Дома инвалидов. 31 июля 1817 года получил титул маркиза. С 29 января 1819 года — посол в Лондоне. С 19 ноября 1819 года по 15 декабря 1821 года — военный министр. С 15 декабря 1821 года — государственный министр и губернатор Дома инвалидов. После Июльской революции 1830 года последовал за Карлом X в изгнание в Мелён. С 1835 года был воспитателем его внука герцога Бордосского. В 1848 году вернулся во Францию.

## Воинские звания
- Младший лейтенант (15 июля 1782 года);
- Капитан (25 сентября 1785  года);
- Подполковник (25 июля 1791 года);
- Полковник (5 февраля 1792 года);
- Бригадный генерал (24 декабря 1805 года);
- Дивизионный генерал (14 мая 1807 года).

## Титулы
- Барон Латур-Мобур и Империи (фр. baron de Latour-Maubourg et de l'Empire; декрет от 19 марта 1808 года, патент подтверждён 3 июня 1808 года);
- Граф Латур-Мобур и Империи (фр. comte de Latour-Maubourg et de l'Empire; декрет от 3 сентября 1813 года, патент подтверждён 22 марта 1814 года);
- Маркиз Латур-Мобур (фр. marquise de Latour-Maubourg; 31 июля 1817 года).

## Награды
Легионер ордена Почётного легиона (11 декабря 1803 года)
 Офицер ордена Почётного легиона (14 июня 1804 года)
 Коммандан ордена Почётного легиона (14 мая 1807 года)
 Великий офицер ордена Почётного легиона (20 мая 1811 года)
 Большой крест ордена Воссоединения (3 апреля 1813 года)
 Большой крест ордена Почётного легиона (23 августа 1814 года)
 Коммандор военного ордена Святого Людовика (23 августа 1814 года)
 Большой крест ордена Святого Людовика (сентябрь 1818 года)
 Кавалер ордена Святого Духа (20 сентября 1820 года)